# OSS 117 : Alerte rouge en Afrique noire
OSS 117 : Alerte rouge en Afrique noire is een Franse film uit 2021, geregisseerd door Nicolas Bedos. Het betreft de elfde film waarin het personage OSS 117 zijn opwachting maakt en het derde deel van de parodiesaga met als hoofdrolspeler Jean Dujardin.

## Verhaal
In 1981 trekt Hubert Bonisseur de La Bath naar West-Afrika, waar hij in het kader van de Françafrique-politiek een president moet helpen een rebellie te onderdrukken. Hij moet samenwerken met een jonge collega, de beloftevolle OSS 1001.

## Rolverdeling
- Jean Dujardin als Hubert Bonisseur de La Bath / OSS 117
- Pierre Niney als Serge / OSS 1001
- Fatou N'Diaye als Zéphyrine Bamba
- Natacha Lindinger als Micheline Pierson
- Pol White als Léon Nkomo
- Gilles Cohen als Roland Lépervier
- Wladimir Yordanoff als Armand Lesignac

## Release
De film ging in première op 21 juli 2021, als de slotfilm op het 74ste Filmfestival van Cannes. De film werd op 4 augustus 2021 in Frankrijk uitgebracht na twee keer vertraging vanwege de COVID-19-pandemie.